# Entlastung (Recht)
Entlastung ist die Zustimmung zu der vergangenen Tätigkeit eines Organs oder Organmitglieds durch ein zuständiges Kontroll- oder Überwachungsgremium.

## Allgemeines
In Rechtsverhältnissen, bei denen Rechenschaft über eine längerfristig angelegte Geschäftsbesorgung durch Rechnungslegung zu geben ist, steht dieser Verpflichtung als Korrelat das Institut der Entlastung gegenüber. Organe (Kollegialorgane und Einzelorgane) tragen Verantwortung und müssen über ihre Tätigkeit Rechenschaft ablegen, worüber ihr Rechenschaftsbericht Auskunft gibt. Das für die Entlastung zuständige Organ überprüft die Tätigkeit während eines vergangenen Geschäftsjahres oder den Rechenschaftsbericht nachträglich und vergleicht die Ergebnisse mit Gesetz, Gesellschaftsvertrag, privater oder öffentlicher Satzung und den Unternehmenszielen. Stimmen Tätigkeit oder Rechenschaftsbericht hiermit überein, kann Entlastung erteilt werden. Weichen Tätigkeit oder Rechenschaftsbericht hiervon negativ ab oder liegen gar Pflichtverletzungen vor, wird die Entlastung verweigert.

## Rechtsfragen
Bereits das Reichsgericht (RG) nahm im Oktober 1940 eine bis heute anerkannte Unterscheidung zwischen der bürgerlich-rechtlichen und der gesellschaftsrechtlichen Entlastung vor. Im BGB ist die Entlastung nicht eigens geregelt, jedoch im Recht der Geschäftsbesorgung allgemein anerkannt. Auch im Gesellschaftsrecht ist der funktionale Zusammenhang zwischen Entlastung und Rechenschaft nachweisbar.

### Allgemeines
Die Entlastung kommt bei Körperschaften des Zivilrechts und des öffentlichen Rechts am häufigsten vor, konkret bei Vorstands- oder Aufsichtsratsmitgliedern der Aktiengesellschaft, Genossenschaft, Geschäftsführung der GmbH oder Vereinsvorstand. Gleiches gilt bei Personengesellschaften (Gesellschaft bürgerlichen Rechts, offene Handelsgesellschaft oder Kommanditgesellschaft) für deren unbeschränkt persönlich haftende Gesellschafter.
Ebenso entlastet werden die Bundesregierung, die Landesregierungen, die Verwaltungs- und Leitungsorgane der Gemeinden (jeweils durch Parlamente), die gesetzliche Krankenversicherung, der berufsständischen Kammern (Handwerkskammern, Industrie- und Handelskammern, Notarkammern, Rechtsanwaltskammern), der öffentlich-rechtlichen Sparkassen und Rundfunkanstalten sowie die Wohnungseigentumsverwaltung und der Verwaltungsbeirat. Weitere Entlastungen gibt es bei natürlichen Personen für Betreuer, Insolvenzverwalter, Testamentsvollstrecker und Vormund.

### Bundesregierung
Im öffentlichen Recht hat die Entlastung mehr politische als rechtliche Bedeutung. Das Bundesministerium der Finanzen hat gemäß Art. 114 Abs. 1 GG und § 114 Abs. 1 BHO dem Bundestag und dem Bundesrat über alle Staatseinnahmen und Staatsausgaben sowie über das Staatsvermögen und die Staatsschulden im Laufe des nächsten Rechnungsjahres zur Entlastung der Bundesregierung Rechnung zu legen (Art. 114 Abs. 1 GG). Bundestag und Bundesrat erteilen oder verweigern diese Entlastung aufgrund ihrer Budgetpflicht. Mit dem Vorlegen der Jahresrechnung durch die Bundesregierung ist der Antrag auf Entlastung verbunden. Der Bundesrechnungshof legt parallel seine Prüfung über die Haushaltsführung vor. Beides wird im Rechnungsprüfungsausschuss des Bundestags, einem Unterausschuss des Haushaltsausschusses, beraten. Der Haushaltsausschuss spricht eine Empfehlung aus, ob der Bundesregierung die Entlastung für das Haushaltsjahr erteilt werden sollte. Mit dieser Entlastung ist jedoch nicht das Rechtsinstitut der Entlastung gemeint.

### Aktiengesellschaft, Genossenschaft und GmbH
Die Hauptversammlung der Aktiengesellschaft beschließt gemäß § 119 Abs. 1 Nr. 4 AktG über die Entlastung der Vorstands- und Aufsichtsratsmitglieder. Entlastet wird im Regelfall der gesamte Vorstand, es sei denn, die Hauptversammlung beschließt die Entlastung einzelner Vorstandsmitglieder (§ 120 Abs. 1 AktG). Durch die Entlastung billigt nach § 120 Abs. 2 AktG die Hauptversammlung die Verwaltung der Gesellschaft durch die Mitglieder des Vorstands und des Aufsichtsrats. Eine Entlastung enthält keinen Verzicht auf Schadensersatzansprüche (§ 120 Abs. 2 Satz 2 AktG). Bei der KGaA beschließ gemäß § 285 Abs. 1 Nr. 2 AktG die Hauptversammlung über die Entlastung der persönlich haftenden Gesellschafter und des Aufsichtsrats.
Erstmals verweigerte bei einem DAX-Unternehmen (Bayer AG) die Hauptversammlung am 26. April 2019 dem Vorstandsvorsitzenden Werner Baumann und dem restlichen Vorstand die Entlastung. Sie sprach ihm damit ihr Misstrauen wegen des folgenreichen Unternehmenskaufs von Monsanto im Juni 2018 aus.
Bei der Genossenschaft beschließt die Generalversammlung gemäß § 48 Abs. 1 GenG über die Entlastung des Vorstands und des Aufsichtsrats. Die Gesellschafter der GmbH beschließen gemäß § 46 Nr. 5 GmbHG über die Entlastung der Geschäftsführer. Anders als bei der AG bewirkt die Entlastung des Geschäftsführers durch die Gesellschafter den Verzicht auf die der GmbH zustehenden Ersatzansprüche (vgl. § 46 Nr. 8 GmbHG). Diese Verzichtswirkung kann sich auch auf Bereicherungsansprüche erstrecken.
Eine abgelehnte Entlastung stellt auch einen Vertrauensentzug dar und kann Warnwirkung gegenüber Außenstehenden, insbesondere dem Kapitalmarkt, Kreditgebern und sonstigen Gläubigern sowie Ratingagenturen entfalten. Gründe für eine Verweigerung der Entlastung können zum Beispiel grobe Pflichtverletzung oder Unfähigkeit zur ordnungsgemäßen Geschäftsführung sein. Nach § 84 Abs. 3 Satz 2 AktG berechtigt der Vertrauensentzug den Aufsichtsrat zur Abberufung des oder der betreffenden Vorstandsmitglieder, soweit dieser nicht aus offenbar unsachlichen Gründen erfolgte. Entlastungsbeschlüsse sind anfechtbar, wenn Gegenstand der Entlastung ein Verhalten des Vorstands ist, das einen schwerwiegenden Gesetzes- oder Satzungsverstoß beinhaltet oder wenn ein Verstoß gegen die Entsprechungserklärung des § 161 AktG vorliegt. In diesem Fall kann ein Entlastungsbeschluss sogar nichtig sein.

### Verein
Das Vereinsrecht des BGB erwähnt die Entlastung nicht. Da sich die Rechenschafts- und Rechnungslegungspflicht des Vereinsvorstands gegenüber dem Verein jedoch aus § 27 Abs. 3 BGB in Verbindung mit § 666 BGB ergibt, ist auch die Entlastung beim Verein möglich. Weil die Entlastung des Vereinsvorstands nicht ausdrücklich im Gesetz geregelt ist, besteht nur dann ein Anspruch auf Entlastung, wenn die Vereinssatzung hierfür eine Grundlage vorsieht. Ein wirksamer Beschluss über die Entlastung des Vorstands kann von der Mitgliederversammlung nur dann gefasst werden, wenn in der Tagesordnung ausdrücklich dieser Tagesordnungspunkt vorgesehen ist (§ 32 Abs. 1 BGB). Bei der Abstimmung über die Entlastung dürfen der Vorstand oder die Vorstandsmitglieder, über die abgestimmt wird, nicht mit abstimmen. Geschieht dies doch, ist der Beschluss fehlerhaft (§ 34 BGB). Der Verein bestätigt dem Vorstand durch die Entlastung, dass er die ihm übertragenen Aufgaben im Sinn des Vereins ordnungsgemäß erfüllt und die ihm anvertrauten Mittel des Vereins ordnungsgemäß verwaltet hat. Da die Mittel, über die der Vorstand verfügt, nicht ihm gehören, aber andererseits nicht über jede einzelne Verwendung detailliert Anweisung durch die Mitgliederversammlung erteilt werden kann, wird dem Vorstand durch die Entlastung im Nachhinein bestätigt, dass alles, was er mit den Mitteln des Vereins gemacht hat, in dessen Sinn war und durch diesen (nicht mehr durch den Vorstand persönlich) verantwortet wird.
Auch der Wohnungseigentümerversammlung steht die Beschlusskompetenz für die Entlastung der Wohnungseigentumsverwaltung zu. Der Entlastungsbeschluss entspricht dann stets ordnungsgemäßer Verwaltung, wenn es keine Anhaltspunkte für ein der Entlastung entgegenstehendes Verhalten des Verwalters gibt. Die Verwaltung ist nach der Entlastung nicht mehr zu Auskünften über die entlastete Wirtschaftsperiode verpflichtet. Wurde der Verwalter von der Mehrheit der Eigentümergemeinschaft entlastet, obwohl Fehler in der Jahresabrechnung vorhanden sind oder andere Ansprüche gegen den Verwalter (zum Beispiel wegen Mängel in der Verwaltung) in Betracht kommen, muss die überstimmte Minderheit im Wege der Anfechtungsklage gegen den Mehrheitsbeschluss vorgehen, um den Eintritt der Bestandskraft des Entlastungsbeschlusses zu verhindern.

### Parteien
Politische Parteien sind als Verein organisiert. Für die Entlastung des Parteivorstands gilt deshalb das Vereinsrecht.

### Sozialversicherungsträger und kassenärztliche Vereinigungen
Im Bereich der Sozialversicherungsträger, die in Form einer Selbstverwaltungskörperschaft tätig sind, hat die Vertreterversammlung als oberste Organ jährlich über die Entlastung des Vorstands wegen des Rechnungsergebnisses gemäß § 77 Abs. 1 SGB IV zu befinden. Über die Entlastung des Bundesvorstandes und des Geschäftsführers wegen der Rechnungsergebnisse für die Grundsatz- und Querschnittsaufgaben bei der Deutschen Rentenversicherung Bund beschließt die Bundesvertreterversammlung mit der Mehrheit von mindestens zwei Dritteln der gewichteten Stimmen der satzungsmäßigen Mitgliederzahl. Über die Entlastung des Vorstands der Bundesagentur für Arbeit beschließt der Verwaltungsrat. Bei den Allgemeinen Orts-, den Betriebs- und den Innungskrankenkassen sowie den Ersatzkassen beschließt der Verwaltungsrat als Selbstverwaltungsorgan über die Entlastung des Vorstands als geschäftsführendes Organ gemäß § 31 Abs. 3a i. V. m. § 35a Abs. 1 SGB IV. Vor dem Entlastungsbeschluss ist eine Rechnungsprüfung durchzuführen.  Nach § 31 Verordnung über das Haushaltswesen in der Sozialversicherung, der auf der Ermächtigung in § 78 SGB IV beruht, ist diese ausdrücklich vorgeschrieben.
Im Bereich der Kassenärztlichen und Kassenzahnärztlichen Vereinigungen hat die Vertreterversammlung als oberstes Selbstverwaltungsorgan jährlich gemäß § 79 Abs. 3 SGB V über die Entlastung des Vorstandes wegen der Jahresrechnung zu beschließen.
Die Entlastung hat nicht die Folge, dass Vorstand und Geschäftsführer von einer ggf. bestehenden Haftung befreit werden. Wird die Entlastung verweigert, sind Vorstand und Geschäftsführer verpflichtet, berechtigte Beanstandungen so weit möglich zu beheben oder im nächsten Haushaltsjahr entsprechende Maßnahmen zu ergreifen. Der Entlastungsbeschluss kann die Geschäftsführung verpflichten, über bestimmte Maßnahmen Untersuchungen anzustellen, er kann Auflagen und Vorgaben für die weitere Haushaltswirtschaft enthalten.

### Beschluss über die Entlastung
Eine Entscheidung über die Entlastung erfordert gesellschaftsrechtlich stets die einfache Mehrheit der Stimmen (§ 133 Abs. 1 AktG, § 47 Abs. 1 GmbHG, § 43 Abs. 2 GenG). Bei der Abstimmung unterliegen die betroffenen Organmitglieder wegen Interessenkonflikts einem Stimmverbot, wenn der Beschluss darauf gerichtet ist, sie „zu entlasten oder von einer Verbindlichkeit zu befreien“ (§ 136 Abs. 1 AktG, ähnlich: § 47 Abs. 4 GmbHG, § 43 Abs. 6 GenG und § 34 BGB).

## Rechtsfolgen
Die Entlastung von Geschäftsführern einer GmbH wirkt wie ein Verzicht auf Schadensersatzansprüche oder das Anerkenntnis des Nichtbestehens derartiger Ansprüche. Sie ist eine einseitige, keiner Annahme bedürftige organschaftliche Erklärung, die den Entlasteten von allen bei der Beschlussfassung erkennbaren Ersatzansprüchen freistellt.
Im Vereinsrecht hat die Entlastung den Sinn, dass sie etwa bestehende Ersatzansprüche zum Erlöschen bringen soll, und wirkt wie ein Verzicht oder ein negatives Schuldanerkenntnis. Ein solcher Anspruch kommt daher nur bei einwandfreier Geschäftsführung und nach Erfüllung aller Pflichten in Betracht. Die Entlastung wirkt wie ein negatives Schuldanerkenntnis im Sinne des § 397 BGB, so dass ein entlastetes Organ nach einem entlastenden Beschluss keine Schadenersatzansprüche fürchten muss.
Wird dem Gesamtvorstand, einzelnen Vorstandsmitgliedern oder dem Aufsichtsrat oder einzelnen Aufsichtsratsmitgliedern oder den anderen Organmitgliedern die Entlastung verweigert, drückt das zuständige Organ damit seine Missbilligung über die Verwaltung, Kassenführung oder Einhaltung der Rechtspflichten aus. Es behält sich damit vor, eventuell bestehende Schadensersatzansprüche geltend zu machen, solange hierauf bei dem Beschluss über die Entlastungsverweigerung nicht ausdrücklich verzichtet wird. Bei der verweigerten Entlastung liegt ein Feststellungsinteresse für die negative Feststellungsklage jedenfalls dann vor, wenn nicht auszuschließen ist, dass Schadensersatzansprüche geltend gemacht werden. Ein einmal gefasster Entlastungsbeschluss kann nur mittels Anfechtungsklage beseitigt werden.

## International
Das österreichische Aktiengesetz (AktG) sieht in § 104 Abs. 2 Ziffer 3 AktG vor, dass die Hauptversammlung der Aktiengesellschaft mittels Beschluss über die Entlastung der Mitglieder des Aufsichtsrats und Vorstands für das vorangegangene Geschäftsjahr zu entscheiden hat. Wird einem Organmitglied die Entlastung erteilt, so wird damit grundsätzlich die Arbeit dieses Organmitglieds in der Vergangenheit gebilligt und das Vertrauen für die Zukunft bezeugt. Anders als in Deutschland ist in Österreich die Wirkung der Entlastung nicht gesetzlich geregelt. Nach der Rechtsprechung führt die Entlastung nicht automatisch zum Verzicht auf Schadenersatzansprüche gegen das entlastete Organmitglied. Die Entlastung ist nur als Billigung der Geschäftsführung bzw. als Ausdruck des Vertrauens in diese zu betrachten. Anderes gilt nach der Rechtsprechung, wenn alle Aktionäre die Entlastung beschließen; es müsste eine Präsenz von 100 % der Aktien in der Hauptversammlung anwesend oder vertreten sein und für die Entlastung stimmen. In diesem Fall geht der OGH davon aus, dass es zu einer Verzichtswirkung der Gesellschaft auf Ersatzansprüche gegen die entlasteten Organmitglieder kommt. Der Entlastungsbeschluss entfaltet zu Gunsten der entlasteten Organmitglieder somit eine haftungsbefreiende Wirkung.
Die Entlastung des Vereinsvorstands ist auch im österreichischen Vereinsgesetz (VG) nicht vorgesehen. Verletzt jedoch nach § 24 VG ein Mitglied eines Vereinsorgans unter Missachtung der Sorgfalt eines ordentlichen und gewissenhaften Organwalters seine gesetzlichen oder statutarischen Pflichten oder rechtmäßige Beschlüsse eines zuständigen Vereinsorgans, so haftet es dem Verein für den daraus entstandenen Schaden nach den §§ 1293 ff. ABGB; dies gilt sinngemäß auch für Rechnungsprüfer. Die Vereinssatzung kann jedoch eine Entlastung vorsehen. Wird danach der Vorstand entlastet, befreit diese ihn von jeglicher Haftung.
In der Schweiz heißt die Entlastung von Organen „Décharge“ (deutsch Entlastung) und ist die nachträgliche Genehmigung der Geschäftstätigkeit des Verwaltungsrates durch die Generalversammlung (Art. 698 Abs. 2 Ziff. 5 OR). Der Beschluss der Generalversammlung wirkt nur für bekanntgegebene Tatsachen und nur gegenüber der Aktiengesellschaft sowie gegenüber den Aktionären, die dem Beschluss zugestimmt oder die Aktien seither in Kenntnis des Beschlusses erworben haben (Art. 758 Abs. 1 OR). Die Wirkung der Décharge besteht darin, dass die Gesellschaft auf Schadenersatzansprüche gegen die verantwortlichen Personen verzichtet. Erfasst werden jedoch nur die bekannten Tatsachen. Die Entlastung ist auch bei der Schweizer GmbH (Art. 804 Abs. 1 Nr. 7 OR) und der Schweizer Genossenschaft (Art. 879 Abs. 1 Nr. 4 OR) vorgesehen.